# Orbea vibratilis
Orbea vibratilis är en oleanderväxtart som först beskrevs av Eileen Adelaide Bruce och P.R.O. Bally, och fick sitt nu gällande namn av P.V. Bruyns. Orbea vibratilis ingår i släktet Orbea och familjen oleanderväxter. Inga underarter finns listade i Catalogue of Life.